# 登川駅

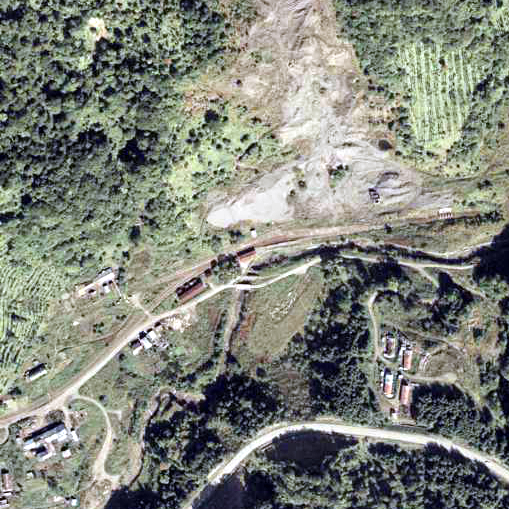
1976年の夕張線（当時）登川支線の登川駅と周囲約500m範囲。左が紅葉山方面。中央の小さな赤い屋根が駅舎で、その右横に石組み土盛の単式ホームがある。この写真では不明瞭でわからないが、駅裏側に3本の側線を有していた。駅のすぐ南側をホロカクルキ川が流れる。

登川駅（のぼりかわえき）は、北海道夕張市登川にあった日本国有鉄道（国鉄）夕張線（登川支線）の駅（廃駅）である。事務管理コードは▲132122。

## 歴史
- 1911年（明治44年）12月：三井登川炭鉱の開発に伴い開通した三井鉱山専用線の登川駅として開業。
- 1916年（大正5年）7月11日：国鉄が三井鉱山専用線を譲受し、夕張線支線の駅となる[1]。
- 1919年（大正8年）7月10日：北海道炭礦汽船、三井鉱山より登川炭鉱買収。
- 1953年（昭和28年）11月21日：北炭登川炭鉱廃止。
- 1981年（昭和56年）
  - 5月25日：貨物および荷物扱い廃止[4]。無人（簡易委託）化[5]。
  - 7月1日：登川支線（紅葉山駅 - 登川駅間）の廃線に伴い廃止[2]。

## 駅構造
単式ホーム1面1線を有する地上駅。ほかに登川炭鉱の石炭積み込み線、木材線などを有した。
晩年まで有人駅であり、1916年（大正5年）築の大きな木造駅舎を有した。

## 駅周辺
かつては北海道炭礦汽船（北炭）登川炭鉱の施設・炭鉱住宅などがあったが、現在はこれら施設の基礎やずり山などが残るだけである。
2017年9月30日をもって廃止された夕張鉄道（夕鉄バス）登川線「登川」停留所は、石勝線楓信号所の新得側スノーシェルター横（旧登川集落の入口付近）に設置されていた。「登川」停留所が終点であったため、すべてのバスが夕張市街方面へ折返していた。登川駅は「登川」停留所からさらに旧集落の方向へ進み、後に開通する道東自動車道の手前付近に存在した。
- ルベシップ林道 - 北海道道136号夕張新得線に至る。

## 隣の駅
日本国有鉄道
夕張線（登川支線）
楓駅 - 登川駅